# The Lieutenant's Bride
The Lieutenant's Bride è un cortometraggio muto del 1912 diretto da Bert Haldane.

## Trama
Una sartina licenziata viene salvata dalla strada da un tenente.

## Produzione
Il film fu prodotto dalla Hepworth.

## Distribuzione
Il film - un cortometraggio di poco più di 182 metri - fu distribuito dalla Hepworth.